# Římskokatolická farnost Hodonice
Římskokatolická farnost Hodonice je územní společenství římských katolíků s farním kostelem svatého Jakuba Staršího ve znojemském děkanství.

## Historie farnosti
V historických listinách je obec Hodonice připomínána poprvé roku 1281, kdy získali patronát zdejšího kostela křižovníci s červenou hvězdou na Hradišti svatého Hypolita u Znojma.

## Duchovní správci
Farnost spravují redemptoristé. Administrátorem excurrendo byl od 1. července 2009 P. Mgr. Tomasz Waściński, CSsR. Toho od začátku července 2017 vystřídal P. Mgr. Jan Sokulski, CSsR.

## Bohoslužby
| Kostel                  | Místo    | Bohoslužba (den)     | Hodina                                                  | Poznámka        |
| ----------------------- | -------- | -------------------- | ------------------------------------------------------- | --------------- |
| svatého Jakuba Staršího | Hodonice | neděle úterý čtvrtek | 9.30 17.00 (zima)/18.00 (léto) 17.00(zima)/18.00 (léto) | farní kostel    |
| svatého Bartoloměje     | Krhovice | neděle středa        | 8.00 17.00(zima)/18.00 (léto)                           | filiální kostel |

## Aktivity ve farnosti
Dnem vzájemných modliteb farností za bohoslovce a bohoslovců za farnosti brněnské diecéze je 20. prosinec. Adorační den připadá na 20. srpen.
Ve farnosti se pravidelně koná tříkrálová sbírka, v roce 2014 se při ní vybralo v Hodonicích 29 561 korun a v Krhovicích 12 605 korun.  O rok později činila vybraná částka v Hodonicích 27 654 korun, v Krhovicích 10 910 korun. Výtěžek sbírky v roce 2017 představoval v Hodonicích 32 624 korun.